# MicroPython
MicroPython est une implémentation du langage de programmation libre, sous licence MIT, de Python, adapté au monde des microcontrôleurs.

## Architectures supportées
Écrit à l'origine par l'ingénieur australien Damien George, sur l'architecture STM32F405 (ARM Cortex-M) de STMicroelectronics, à l'occasion d'une campagne de financement participatif par Kickstarter en 2013. Pendant cette campagne, 1 931 contributeurs ont versé un total de 97 803 livres sterling.
Il a ensuite été porté, en 2015, sur l'architecture ESP8266, notamment pour les cartes d'Adafruit Industries. Sur cette carte, deux firmwares existent basés sur MicroPython : l'un appelé MicroPython et l'autre CircuitPython. MicroPython fonctionne également sur ESP32, le successeur de l'ESP8266.
En 2017, Microsemi a adapté MicroPython  à l'architecture RISC-V (RV32 et RV64).